# Linearna izobličenja
Pod pojmom linearnih izobličenja u elektroakustici se smatraju takve promjene u frekvencijskom spektru ili valnom obliku električnog tonskog signala na izlazu sustava za reprodukciju gdje se u frekvencijski spektar izvornog signala unose neki novi međusobni odnosi amplituda električnog signala u odnosu na one koji su postojali u izvornom spektru električnog signala na ulazu u sustav. Za razliku od nelinearnih izobličenja frekvencijski spektar prema sadržaju ostaje kod linearnih izobličenja nepromijenjen. Linearna izobličenja karakteristična su za cijeli elektroakustički lanac reprodukcije, od procesa snimanja zvuka na nosač zvuka pa sve do reprodukcije, pojačanja u pojačalu i samog zvučnika. 

## Uzroci nastanka
Linearna izobličenja karakteristična su za sve mehano-električke pretvarače gdje kod mikrofona izlazni električni napon mikrofona nije jednak za sve frekvencije zvučnog vala jednakog intenziteta, a kod zvučnika zvučni tlak ispred zvučnika nije jednak za sve frekvencije električnog pobudnog napona jednake amplitude. 
Linearna izobličenja karakteristična su i za process snimanja i reprodukcije gramofonom, magnetofonom ili kazetofonom gdje se može usnimiti i reproducirati samo neki određeni spektar tonskih frekvencija. Posljedica je to osnovi fizikalnih razloga (ovisnost induciranog napona u gramofonskoj zvučnici o frekvenciji ili ovisnost usnimljenog i reproduciranog frekvencijskog spektra magnetofona i kazetofona o širini magnetnog raspora tonske glave za snimanje i strukturi magnetskog materijala trake).
Linearna izobličenja različitih vrsta pretpojačala i pojačala snage očituju se na način da pojačanje sustava ovisi o frekvenciji i nije idealno jednako za sve frekvencije pojačanog električnog signala, što može biti posljedica utjecaja pojedinih pasivnih elektroničkih komponenti ugrađenih u elektronički sklop ili posljedica utjecaja različitih parazitnih električnih kapaciteta karakterističnih za elektronsku cijev, bipolarni i unipolarni tranzistor ili operacijsko pojačalo.

## Frekvencijska karakteristika
Linearna izobličenja u elektroakustičkim sustavima za reprodukciju usko su i neposredno povezana s frekvencijskom karakteristikom sustava. U tom smislu razlikujemo amplitudnu frekvencijsku karakteristiku koja govori o ovisnosti amplitude napona na izlazu o frekvenciji ulaznog napona te faznu frekvencijsku karakteristiku koja govori o ovisnosti faze napona na izlazu sustava o frekvenciji.

### Amplitudna frekvencijska karakteristika
Amplitudna frekvencijska karakteristika daje podatak o ovisnosti amplitude napona na izlazu mikrofona o frekvenciji zvučnog vala, pojačanja pojačala u ovisnosti o frekvenciji pojačavanog električnog signala ili, na primjer, zvučnog tlaka ispred zvučnika u ovisnosti o frekvenciji napona na priključnicama zvučnika (slika desno).
Za amplitudnu frekvencijsku karakteristiku su karakteristične donja i gornja granična frekvencija na kojima napon mikrofona, pojačanje pojačala ili zvučni tlak ispred zvučnika imaju pad amplitude od -3 dB. Smanjenjem frekvencije ispod donje granične frekvencije te povećanjem frekvencije iznad gornje granične frekvencije amplituda odziva sustava pada strminom od 6, 12 ili više dB/oktavi što ovisi o fizikalnim karakteristikama sustava. Ako je donja granična frekvencija, na primjer, {\displaystyle f_{1}} =40 Hz, a gornja {\displaystyle f_{2}} =15.000 Hz, tada se frekvencijski pojas od 40 Hz do 15 kHz naziva prijenosnim frekvencijskim područjem sustava.
Unutar prijenosnog frekvencijskog područja amplituda je u pravilu vrlo malo (mikrofon, zvučnik, magnetofon) ili nimalo ovisno o frekvenciji (pretpojačalo, pojačalo snage). Valja, međutim, naglasiti da se u sklopovima niskofrekventnih pretpojačala za tonsku korekciju izvode različiti tonski korektori za korekciju niskih, srednjih i visokih tonova ili složeni tonski korektori za izjednačavanje još užih frekvencijskih područja unutar tonskog spektra. Takve tonske korekcije ne smatramo linearnim izobličenjima po definiciji, već poželjnim usaglašavanjem amplitudnih svojstava pretpojačala kako bi se, u ovisnosti o reproduciranom tonskom sadržaju, reproducirani zvuk učinio ugodnijim za slušanje ili kako bi se eventualno popravile karakteristike reprodukcije drugih dijelova elektroakustičkog lanca reprodukcije.

### Donja granična frekvencija
Pojam donje granične frekvencije povezan je s nižim po frekvenciji rubnim frekvencijskim područjem. Do amplitudnog pada prema nižim frekvencijama dolazi zbog rezonantnih svojstava dinamičkog mikrofona, širine raspora tonske glave magnetofona ili kazetofona, utjecaja veznih kapaciteta između pojedinih stupnjeva pretpojačala i pojačala, utjecaja induktiviteta izlaznog transformatora kod pojačala s elektronskim cijevima, odn. zbog pada otpora zračenja i istovremenog pada brzine gibanja membrane dinamičkog zvučnika ispod rezonantne frekvencije zvučnika.
Dok se kod pretpojačala i pojačala snage prijenosni frekvencijski opseg relativno vrlo lako proširuje prema nižim frekvencijama jednostavnim povećavanjem nazivnih vrijednosti veznih kapaciteta, kod elektroakustičkih pretvarača u tom smislu postoje mnogobrojna fizikalna i konstrukcijska ograničenja te možemo samo koristiti kvalitetniji uređaj.

### Gornja granična frekvencija
Pojam gornje granične frekvencije povezan je s višim po frekvenciji rubnim frekvencijskim područjem. Do amplitudnog pada prema višim frekvencijama dolazi zbog rezonantnih svojstava dinamičkog mikrofona, širine raspora tonske glave magnetofona ili kazetofona, utjecaja različitih spojnih oklopljenih vodova, utjecaja parazitnih električnih kapaciteta koji su karakterisični za pojedine aktivne elektroničke elemente (prije svega kapaciteta anoda/rešetka {\displaystyle C_{ag}} elektronske cijevi, kapaciteta kolektor/baza {\displaystyle C_{cb}} bipolarnog tranzistora, kapaciteta između izvora i vratiju {\displaystyle C_{SG}} unipolarnog tranzistora) ili kapaciteta za frekvencijsku kompenzaciju pojačanja operacijskog pojačala.
Ovdje valja spomenuti i utjecaj induktiviteta izlaznog transformatora kod pojačala s elektronskim cijevima, odn. utjecaj povećanja induktivnog otpora titrajne zavojnice dinamičkog zvučnika i pada otpora zračenja membrane zvučnika prema višim frekvncijama.
Prilike su u gornjem krajnjem prijenosnom frekvencijskom području općenito znatno složenije nego na donjem rubu prijenosnog područja. Kod elektroakustičkih pretvarača možemo samo posegnuti za kvalitetnijim uređajem (mikrofon, zvučnik), a kod niskofrekventnih pretpojačala i pojačala snage valja se odlučiti za brže aktivne elektroničke elemente s višom gornjom graničnom frekvencijom i to naročito kada su u pitanju pojačala snage.

### Fazna frekvencijska karakteristika
Fazna frekvencijska karakteristika daje podatak o ovisnosti faze napona na izlazu 
promatranog sustava u ovisnosti o frekvenciji i neposredno je povezana i ovisna o tijeku amplitudne frekvencijske karakteristike. Pad amplitude strmine 6 dB/oktavi imat će maksimalni fazni pomak od +/-{\displaystyle 90^{0}} dok će pad amplitude strmine 12 dB/oktavi imati maksimalni fazni pomak od +/-{\displaystyle 180^{0}}.
Međutim, kako je ljudsko uho daleko manje osjetljivo na promjenu faze tonskog signala u odnosu na promjenu njegove amplitude, fazna izobličenja, odn. fazni pomaci izlaznog signala sustava u odnosu na fazu ulaznog signala sustava važni su samo tamo gdje valja razmatrati frekvencijsku stabilnost sustava, a to je prvenstveno kod pojačala i pretpojačala s negativnom povratnom vezom, odn. negativnom reakcijom.